# Eotetranychus cunninghamiae
Eotetranychus cunninghamiae är en spindeldjursart som beskrevs av Wang 1986. Eotetranychus cunninghamiae ingår i släktet Eotetranychus och familjen Tetranychidae. Inga underarter finns listade i Catalogue of Life.